# نقل الرواسب
نقل الرواسب هو العملية التي تتحرك فيها الجسيمات الصلبة مثل الرمال والحصى والطين والصخور ضمن وسط ناقل، عادة ما يكون الهواء أو الماء أو الجليد، نتيجة لتأثير قوى طبيعية مثل الجاذبية أو التيارات أو الرياح أو الأمواج أو الجليديات. وتُعد هذه العملية من الظواهر الجيولوجية الأساسية التي تسهم في تشكيل سطح الأرض وتحديد خصائصه الطبوغرافية.
يحدث نقل الرواسب في البيئات الطبيعية المختلفة، مثل الأنهار والبحار والمحيطات والبحيرات والمناطق الجليدية، وكذلك على المنحدرات الأرضية، ويُعزى إلى التفاعلات بين الجاذبية وحركة السوائل أو الرياح. كما يمكن أن يحدث النقل مباشرة بفعل الجاذبية وحدها، كما في الانهيارات الأرضية أو زحف التربة.
تكتسب دراسة نقل الرواسب أهمية خاصة في مجالات الجيولوجيا الرسوبية، والجيومورفولوجيا، والهندسة المدنية والبيئية، والهيدروليكية. وتُستخدم هذه المعرفة لتفسير عمليات التعرية، وتقدير حجم الرواسب المنقولة، وفهم التوازن بين النحت والترسيب في النظم البيئية والإنشائية.